# Teo Martín Motorsport
Teo Martín Motorsport is een autosportteam uit Spanje, opgericht door Teo Martín in de jaren '80 van de 20e eeuw.

## Geschiedenis
In de jaren 80 van de 20e eeuw maakte Teo Martín Motorsport haar debuut in het Spaanse toerwagenkampioenschap en beleefde hier vele successen. In 2015 maakte het team tevens haar debuut in de International GT Open met Álvaro Parente en Miguel Ramos als coureurs. Zij wonnen races op Silverstone, Spa-Francorchamps, het Autodromo Nazionale Monza en het Circuit de Barcelona-Catalunya en werden kampioen in het eerste seizoen van het team in het kampioenschap.
In 2016 debuteert het team in het formuleracing in de nieuwe Formule V8 3.5, het vervolg van de Formule Renault 3.5 Series. Het team heeft de auto's van het voormalige FR3.5-team DAMS overgenomen.